# ユーゴスラビア元帥
ユーゴスラビア元帥(スロベニア語・セルビア・クロアチア語: Maršal Jugoslavije / Маршал Југославије; マケドニア語: Маршал на Југославија)は、ユーゴスラビア人民軍の階級。
1943年11月に開催された第2回ユーゴスラビア人民解放反ファシスト会議で、パルチザン部隊の最高司令官ヨシップ・ブロズ・チトーに与えられる称号として制定された。チトーは「社会主義ユーゴスラビア建国の父」として、ユーゴスラビア元帥の地位を享受した唯一の人物であり、「チトー元帥」（Maršal Tito）は、おもに国外での彼に対する通称の一つになった。
チトーの死（1980年5月）とともに空位となる。

## 階級章
パルチザン戦争時には、大きな五角星をオリーブの葉で囲んだ袖章。戦後、ソ連邦元帥にならって金地に大きな五角星と、上に国章を配した肩章が定められた（袖章と併用）。

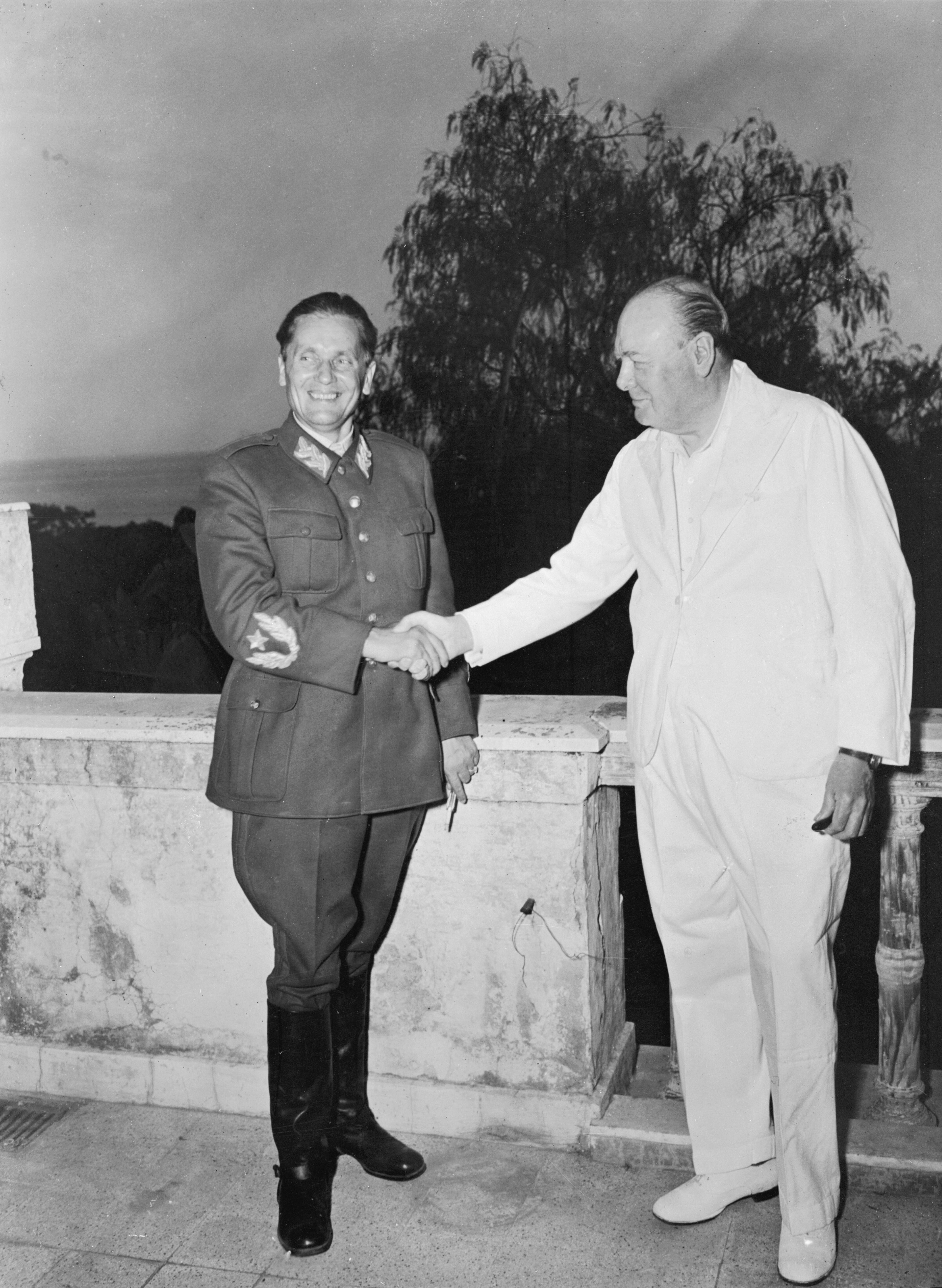
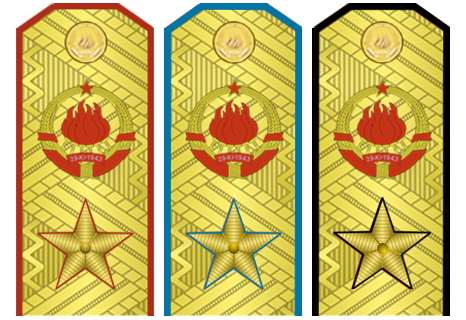